# ديفيد بيل (أستاذ جامعي)
ديفيد بيل (بالإنجليزية: David Bell)‏ هو مؤرخ العصر الحديث ‏ ومؤرخ أمريكي، ولد في 17 نوفمبر 1961 في نيويورك في الولايات المتحدة.

## وصلات خارجية
- الموقع الرسمي
- ديفيد بيل على موقع IMDb (الإنجليزية)
- ديفيد بيل على موقع إن إن دي بي (الإنجليزية)